# Makrys Gialos
Makrys Gialos (in greco Μακρύς Γυαλός?), è un ex comune della Grecia nella periferia di Creta (unità periferica di Lasithi) con 4 204 abitanti secondo i dati del censimento 2001.
È stato soppresso a seguito della riforma amministrativa, detta Programma Callicrate, in vigore dal gennaio 2011 ed è ora compreso nel comune di Ierapetra.
Il suo nome significa letteralmente Lungo litorale. Negli ultimi anni il turismo è diventato una voce importante delle entrate locali soppiantando l'agricoltura, che, fondata su serre, alimentava già da tempo un lucroso mercato delle primizie esportate soprattutto in Germania.

## Geografia fisica
Makrys Gialos confina ad ovest con il comune di Ierapetra, a nord con quello di Sitia, ad est con quello di Lefki mentre a sud è bagnato dal mare Libico. La popolazione che nel 1991 era di 4009 anime è salita nel 2001 a 4396. La superficie del comune è di 159229 km². Sede del municipio è il villaggio di Koutsourà che dista 22 km da Ierapetra e 58 km da Agios Nikolaos.